# UCHealth Park
L'UCHealth Park (auparavant Sky Sox Stadium et Security Service Field) est un stade de baseball situé dans le nord est de Colorado Springs au Colorado.
Depuis 1988, c'est le domicile des Colorado Springs Sky Sox, qui sont une équipe de baseball de niveau Triple-A en Ligue de la côte du Pacifique et affiliés avec les Rockies du Colorado de la Ligue majeure de baseball. Parfois, les Colorado Springs Blizzard de la Premier Development League jouaient leurs rencontres dans le stade. Le Security Service Field a une capacité de 8 500 places pour les rencontres de baseball mais elle peut être étendue à 10 000 pour d'autres événements.

## Histoire
Avant la construction du Sky Sox Stadium, les Sky Sox jouaient sur un terrain public, le Memorial Park, dans le centre-ville de Colorado Springs. Le Sky Sox Stadium a été construit à temps pour la saison 1988, au coût de 3,7 millions de dollars et a été le foyer des Sky Sox pendant dix-sept saisons (1988-2004). Pendant ce temps, ils ont remporté deux championnats de la Ligue de la côte du Pacifique (1992 et 1995).
La fréquentation était généralement bonne, mais à la fin de la saison 2004, face à la baisse de l'affluence et à une multitude de problèmes qui ont montré l'âge du stade (certains indicateurs étaient non fonctionnels sur le tableau d'affichage situé dans le champ central), les dirigeants de l'équipe ont décidé de rénover le stade. Il y a eu beaucoup de changements dont l'amélioration du système sonore, un nouveau tableau d'affichage plus moderne avec écran vidéo, une nouvelle passerelle d'accès et d'autres. Parallèlement à ces innovations, les droits d'appellation du stade ont été vendues à Security Service Credit Union, une compagnie locale et un sponsor de longue date des Sky Sox.

## Dimensions
- Left field (Champ gauche): 350 pieds (106.7 mètres)
- Left-center: 385 pieds (117.3 mètres)
- Center field (Champ central): 410 pieds (125 mètres)
- Right-center: 385 pieds (117.3 mètres)
- Right field (Champ droit): 350 pieds (106.7 mètres)

## Galerie

Ancien logo